# Cerco de Hipona
O Cerco de Hipona (em latim: Hippo Regius) foi um cerco realizado em maio de 430 pelas forças vândalas lideradas pelo rei Genserico, e que determinou a presença dos vândalos no Norte de África durante um século. 

## Antecedente
A cidade de Hipona era defendida por Bonifácio, o conde da África, após este ter solicitado o auxílio a Genserico, devido a uma intriga que Flávio Aécio movera contra si, sendo acusado de traição. 
Gala Placídia, mãe do imperador do ocidente Valentiniano III (ainda menor) foi persuadida de que ele visava o trono do filho, mas depois mudou de opinião e favoreceu Bonifácio.
Bonifácio entretanto já tinha os vândalos, que requisitara às suas portas, e Genserico recusou regressar à Hispânia, de onde saíra com toda a sua tribo. Numa primeira batalha Bonifácio foi derrotado e refugiando-se em Hipona, foi cercado por Genserico.

## O cerco
Mantendo a supremacia no mar, Bonifácio conseguiu manter a cidade bem provisionada para resistir ao ataque.
Tinha ainda o apoio de Gala Placídia, mãe do imperador do ocidente Valentiniano III (ainda menor), que solicitou também, o apoio ao imperador oriental.   

Disse Edward Gibbon
A importância e perigo de África eram profundamente sentidos pela regência ocidental. Placidia implorou o auxílio do seu aliado oriental; e a armada italiana foi reforçada por Aspar, que saiu de Constantinopla com um poderoso armamento. Com a força dos dois impérios unida sob seu comando, Bonifácio marchou corajosamente contra os vândalos, mas a perda de uma segunda batalha, decidiu irremediavelmente o destino de África.
Assim, depois de quatorze meses, Genserico finalmente tomou a cidade, abandonada pelos romanos, numa fuga desesperada. 

## Consequências
Os Vândalos negociariam a paz com Valentiniano III e governariam a província de África durante um século, até que Flávio Belisário os expulsou em 534.
Entre os que morreram sob este cerco (em Agosto de 430), estava Santo Agostinho.